# Paweł Lampe
Paweł Andrzej Lampe (ur. 20 listopada 1947) – polski chirurg, profesor nauk medycznych, specjalista w zakresie chirurgii przewodu pokarmowego.

## Życiorys
W 1972 ukończył studia medyczne na Wydziale Lekarskim Śląskiej Akademii Medycznej w Katowicach. Doktoryzował się na tej samej uczelni w 1979 na podstawie pracy pt. Dodatkowe ukrwienie wątroby szczura klinowym wszczepem śledzionowym, w 1989 uzyskał stopień doktora habilitowanego w oparciu o rozprawę zatytułowaną Badania nad biostatyczną protezą przełyku. W 1999 otrzymał tytuł profesora nauk medycznych.
Specjalizował się w chirurgii ogólnej (I stopnia w 1976, II stopnia w 1979). Podjął pracę na macierzystej uczelni, gdzie w 1993 został profesorem nadzwyczajnym, a później objął stanowisko profesora zwyczajnego. Został także kierownikiem Katedry i Kliniki Chirurgii Przewodu Pokarmowego Centralnego Szpitala Klinicznego im. prof. Kornela Gibińskiego Śląskiego Uniwersytetu Medycznego w Katowicach. Zarządzana przez niego jednostka stała się jednym z najlepszych w Europie ośrodków chirurgii trzustki, przełyku i żołądka.
Zajmuje się m.in. chirurgią raka trzustki, jako pierwszy w Europie zastosował technikę laparoskopowej dysekcji węzłów chłonnych tylnego śródpiersia od strony rozworu przełykowego. Kierowany przez niego zespół przeprowadził również operację elektroporacji komórek nowotworu wątroby przy zastosowaniu nowatorskiej metody.
Uzyskał członkostwo m.in. w Polskim Towarzystwie Lekarskim, Towarzystwie Chirurgów Polskich i Polskim Towarzystwie Gastroenterologicznym, a także w Radzie Głównej Nauki i Szkolnictwa Wyższego, ciałach redakcyjnych „Proktologii” i „Polskiego Przeglądu Chirurgicznego”. Do Księgi rekordów Guinnessa trafił przeprowadzony przez niego zabieg perforacji wrzodu na dwunastnicy na Aconcagui.
W 2013 ukazał się wywiad rzeka z Pawłem Lampe pt. Cap nie koza, czyli zrób ze mną, co chesz.
Odznaczony m.in. Krzyżem Kawalerskim (2001) i Krzyżem Oficerskim (2014) Orderu Odrodzenia Polski.